# Арангатуй
Арангату́й (Большой Сор; бур. Арангата) — пресное озеро в Баргузинском районе Бурятии (Россия). Площадь — 54,2 км², площадь водосборного бассейна — 319 км². Своеобразный залив-сор озера Байкал.

## География
Находится на Чивыркуйском перешейке, на территории Забайкальского национального парка. Небольшая северо-западная часть водоёма выделяется в озеро Малый Арангатуй и частично отделена от Арангатуя, или Большого Арангатуя, двумя низкими островами. В восточной части озера имеется также более крупный остров Копёшка. С наступлением весны на островах и окрестных плавнях гнездятся множество птиц.
Средняя глубина водоёма — 10—12 метров. Длина озера (с Малым Арангатуем) с северо-запада на юго-восток — 13,3 км. Ширина с юго-запада на северо-восток (к устью Малого Чивыркуя) — 7,5 км. Длина береговой линии — 40 км. Озеро отделено от Чивыркуйкого залива, находящегося севернее, перешейком шириной около полукилометра. Расстояние до Баргузинского залива, расположенного западнее Арангатуя — 5 км.
В озеро впадают реки — Малый Чивыркуй и Исток с востока в Большой Арангатуй, и Буртуй с запада в Малый Арангатуй — последнее озеро соединено протокой Исток (длина — около 3 км, средняя ширина — 100 метров) с Чивыркуйским заливом. Из-за наличия широкой протоки и одинакового уровня воды в Арангатуе и заливе озеро считается сором Байкала.